# 小叶复叶耳蕨
小叶复叶耳蕨（学名：Arachniodes pseudo-aristata）为鳞毛蕨科复叶耳蕨属下的一个种。